# Johan Olin
Johan Olin (n. 30 iunie 1883, Vihti, Marele Principat al Finlandei, Imperiul Rus – d. 3 decembrie 1928, Inkoo, Uusimaa Province⁠(d), Finlanda) a fost un luptător ce a reprezentat Finlanda, medaliat olimpic. A participat la o ediție a Jocurilor Olimpice (1912) în care a câștigat o medalie de argint.

## Participări
Lista de mai jos prezintă principalele competiții la care a participat Johan Olin de-a lungul carierei.
- wrestling at the 1912 Summer Olympics – men's Greco-Roman heavyweight[*]